# Pulus
Pulus is een bestuurslaag in het regentschap Wonosobo van de provincie Midden-Java, Indonesië. Pulus telt 889 inwoners (volkstelling 2010).